# Vedenjska ekologija
Vedenjska ekologija, ali etoekologija, je veda o ekološki in evolucijski podlagi za vedenje živali in o vlogi vedenja živali, ki omogoča, da se prilagodijo svojemu okolju (tako notranjemu kot zunanjemu). Vedenjska ekologija se je razvila iz etologije, ko je etolog Niko Tinbergen predstavil štiri vzroke vedenja.
Če ima organizem lastnost, ki mu zagotavlja selektivne prednosti (ima sposobnost prilagajanja), bo imel v novem okolju verjetno prednost pri naravni selekciji. Sposobnost prilagajanja se torej nanaša na koristne lastnosti organizma, ki povečujejo verjetnost njegovega preživetja in razmnoževanja.
Na primer letenje se je razvilo večkrat pri plazilcih (pterozaver), ptičih, veliko insektih in sesalcih (netopirjih) zaradi njihove sposobnosti prilagajanja - za številne vrste ima let med drugim potencial za povečanje sposobnosti živali za pobeg pred plenilci in omogoča naglo premikanje med habitatnimi področji, kar poveča možnost organizma za preživetje in razmnoževanje. V vseh primerih velja, da je moral organizem, ki se je prilagajal na letenje, že imeti določene predprilagoditve na te vedenjske in anatomske spremembe. Perje pri pticah se je sprva razvilo za termoregulacijo, nato pa je omogočilo še letenje, zaradi koristi, ki jih to prinaša: krila žuželk so se razvila iz povečanih lusk, ki so se uporabljale za učinkovito "jadranje" po vodi, dokler niso postale tako velike, da so omogočile letenje. Na vsaki stopnji manjše izboljšave pomenijo večjo energijsko pridobitev, manjšo porabo energije ali povečano možnost križanja, kar omogoča organizmom, ki imajo gene s temi lastnostmi, da se njihovo število znotraj populacije poveča. Če ti organizmi niso imeli potrebne spremembe za naravno selekcijo, bodisi zaradi genetskih ali filogenetskih omejitev, se ta vedenja niso mogla razvijati. Vendar to ni dovolj, da bi se te razlage uporabile povsod, kjer se to zdi primerno. Opazovanje lastnosti in ustvarjanje nedokazljivih domnev o njihovi adaptivni naravi so bili močno kritizirani. Stephen Jay Gould in Richard Lewontin (1979) sta to opisala kot "prilagajalni program". Da bi bile sigurne, morajo biti domneve v zvezi s prilagoditvami teoretično ali eksperimentalno preizkušene, tako kot katera koli druga znanstvena teorija.
Hipoteza o evoluciji letenja žuželk je bila testirana s poskusi manipulacije kril. Empirične raziskave, pri katerih spremljajo pogoje, dajo tudi dokaze. Predpostavimo lahko na primer, da ko ptice niso v nevarnosti, da jih pojedo drugi organizmi, lahko izgubijo sposobnost letenja, saj je gradnja funkcionalnih peruti zahtevna in jemlje pticam energijo, ki bi se lahko uporabila za povečanje produkcije potomcev ali preživetje. To je v odsotnosti naravnih plenilcev trend pri veliko otoških pticah, ki nimajo sposobnosti letenja, kot so na primer kakapo, pingvini in izumrli dodo.

## Vzročno-posledična povezava
Vzročno-posledična povezava je tudi razdeljena na dve vrsti dejavnikov, ontogenetske in mehanične. Ontogenetski dejavniki so celoten zbir vseh izkušenj v celotni življenjski dobi posameznika od zarodka do smrti. Mehanistični dejavniki, kot pove že samo ime, so procesi v telesu, ki povzročijo vedenje, kot so na primer učinki hormonov na vedenje in nevronske osnove vedenja.

## Optimizacijska teorija
Vedenjska ekologija, skupaj z drugimi področji evolucijske biologije, vključuje številne tehnike, ki so bile izposojene od teorije optimizacije. Optimizacija je koncept, ki določa strategije, ki ponujajo najugodnejšo rešitev za žival, upoštevajoč vse različne dejavnike in omejitve, s katerimi se sooča žival. Eden od najpreprostejših načinov, da se doseže optimalna rešitev, je, da se naredi analizo stroškov/koristi. Iz upoštevanja koristi vedenja in stroški za tako vedenje izhaja, da če so stroški večji od koristi, potem se vedenje ne bo razvijalo in obratno. To je tudi področje, kjer postane pomembna teorija kompromisa (trade-off). To je zato, ker se živali redko splača maksimalno vlagati zgolj v eno obliko vedenja. Na primer, koliko časa lahko hladnokrvna žival, kot je kuščar, nameni za iskanje hrane, je omejeno z njeno telesno temperaturo. Tudi prebavna učinkovitost kuščarja se poveča s povečanjem telesne temperature. Kuščar povečuje svojo telesno temperaturo z nastavljanjem soncu. Vendar pa čas, porabljen za nastavljanje soncu, zmanjšuje količino časa, ki je na voljo za prehranjevanje. Nastavljanje soncu prav tako povečuje tveganje, da kuščarja odkrije plenilec. Zato je optimalni čas nastavljanja soncu rezultat tega, da se kuščar ogreje dovolj za izvajanje svojih dejavnosti, kot je prehranjevanje. Ta primer kaže, kako je prehranjevanje omejeno s potrebo po nastavljanju soncu (dejanska omejitev) in nevarnostjo plenilcev (zunanja omejitev).
Pogosto citirana hipoteza vedenjske ekologije je znana kot Lackova hipoteza zmanjšanja zaroda (poimenovan po Davidu Lacku). Lackova hipoteza postavi evolucijsko in ekološko pojasnilo, zakaj ptice znesejo vrsto jajc z zamikom, kar vodi do mešane starosti in teže mladičev. Po Lackovi razlagi je to vedenje zaroda ekološko zavarovanje, ki omogoča, da večje ptice preživijo v slabih letih in vsem pticam, da preživijo, ko je hrana na voljo v izdatnih količinah.

## Različen razmnoževalni uspeh
Konec koncev je vedenje odvisno od naravne selekcije, prav tako kot vsaka druga lastnost. Zato bodo živali, ki imajo optimalne vedenjske strategije, značilne za njihovo okolje, običajno imele večje število potomcev kot živali, ki nimajo optimalne vedenjske strategije. Za živali, ki imajo večje število mladičev kot druge iz lastnih vrst, se reče, da imajo več življenjske kondicije. Vendar se okolje s časom spreminja. Kar naj bi bilo dobro vedenje danes, morda ne bo najboljše vedenje čez 10.000 let ali morda celo že čez 10 let. Vedenje živali se spreminja in se bo še naprej spreminjalo kot odziv na okolje. Vedenjska ekologija je eden od najboljših načinov za študij teh sprememb. Tako je genetik Theodosius Dobzhansky zapisal: "Nič v biologiji nima smisla, razen z vidika evolucije."

## Evolucijsko stabilne strategije
Vrednost socialnega vedenja je delno odvisna od družbenega obnašanja sosedov neke živali. Tako na primer, če je večja verjetnost, da se bo moški tekmec umaknil zaradi grožnje, večjo vrednost moški dobi od grožnje. Če je bolj verjetno, da bo moški tekmec napadel, če mu preti grožnja, manj koristno je za samca, da grozi drugim samcem. Ko populacija izkazuje številne takšne interakcije socialnega vedenja, se to lahko razvije v stabilen vzorec vedenja, poznan kot evolucijsko stabilna strategija (ali ESS). Ta izraz, ki izhaja iz ekonomske teorije iger, je postal znan po tem, ko je John Maynard Smith priznal možnost uporabe koncepta Nashevega ravnovesja v modelu razvoja vedenjskih strategij. Na kratko, evolucijska teorija iger trdi, da le strategije, ki so pogoste v populaciji in ne morejo biti napadene s strani nobene alternativne (mutantske) strategije, lahko postanejo evolucijsko stabilne strategije in se s tem ohranjajo v populaciji. Z drugimi besedami, v ravnotežju se mora vsak igralec najbolje strateško odzvati na vsakega drugega igralca. Ko se igra igra z dvema igralcema in simetrično, mora vsak igralec igrati s strategijo, ki je najboljši odgovor sama sebi.
Zato se evolucijsko stabilna strategija šteje kot končna točka po koncu interakcij. Ker na ustreznost strategije vpliva, kaj delajo drugi posamezniki (relativna pogostost vsake strategije v populaciji), na vedenje ne vpliva le optimalnost, temveč tudi pogostnost strategij, ki jih sprejemajo drugi, in so zato odvisne od frekvence (pogostnostna odvisnost).
Na vedenjski razvoj tako vplivata tako fizično okolje kot interakcije med posamezniki.